# Pic Wandel
Le pic Wandel est un sommet situé au sud du pic Gourdon. Il fait partie des sommets les plus hauts de la dorsale nord-sud de l'île Booth, dans l'archipel Wilhelm, en Antarctique.